# Liga Europejska w piłce siatkowej kobiet 2012
4. edycja Ligi Europejskiej siatkarek rozpoczęła się 1 czerwca 2012 roku. W fazie grupowej wystąpiło 12 drużyn podzielonych na 3 grupy. Do turnieju finałowego awansowały najlepsze reprezentacje z każdej z grup oraz gospodarz. Po raz pierwszy zwyciężyła Reprezentacja Czech.

## Uczestnicy
| Grupa A                        | Grupa B                            | Grupa C                       |
| ------------------------------ | ---------------------------------- | ----------------------------- |
| Hiszpania Rumunia Serbia Węgry | Bułgaria Francja Szwajcaria Turcja | Czechy Grecja Holandia Izrael |

## Składy drużyn
| Składy medalistek | | |
| Czechy Andrea Kossanyiová (1) Kristýna Pastulová (2) Aneta Havlíčková (4) Julie Jášová (5) Michaela Monzoni (9) Karolina Bednářová (12) Lucie Mühlsteinová (14) Ivona Svobodníková (15) Helena Havelková (16) Michaela Kvapilová (17) Pavla Vincourová (18) Nikol Sajdová (19) Carlo Parisi (trener) | Bułgaria Diana Nenowa(1) Desisława Nikołowa (2) Tanja Sabkowa (3) Lora Kitipowa (4) Dobriana Rabadziewa (5) Cwetelina Zarkowa (6) Gabriela Koewa (7) Christina Rusewa (11) Marija Karakaszewa (12) Marija Filipowa (13) Elica Wasilewa (16) Straszimira Filipowa (17) Marcello Abbondanza (trener) | Serbia Jovana Brakočević(2) Brankica Mihajlović (3) Bojana Živković (4) Nataša Krsmanović (5) Tijana Malešević (6) Jovana Vesović (9) Maja Ognjenović (10) Nađa Ninković (14) Milena Rašić (16) Suzana Ćebić (18) Sanja Starović (19) Jelena Blagojević (20) Zoran Terzić (trener) |

## Grupa A
| Lp. | Drużyna   | Pkt | Mecze | Mecze  | Mecze  | Sety | Sety | Sety  | Małe punkty | Małe punkty | Małe punkty |
| Lp. | Drużyna   | Pkt | M     | W      | P      | wyg. | prz. | ratio | zdob.       | str.        | ratio       |
| --- | --------- | --- | ----- | ------ | ------ | ---- | ---- | ----- | ----------- | ----------- | ----------- |
| 1   | Serbia    | 35  | 12    | 12 (1) | 0 (0)  | 36   | 6    | 6.000 | 1034        | 791         | 1.307       |
| 2   | Rumunia   | 19  | 12    | 6 (0)  | 6 (1)  | 21   | 21   | 1.000 | 941         | 937         | 1.004       |
| 3   | Hiszpania | 18  | 12    | 6 (1)  | 6 (1)  | 18   | 15   | 1.200 | 987         | 1029        | 0.959       |
| 4   | Węgry     | 0   | 12    | 0 (0)  | 12 (0) | 5    | 36   | 0.139 | 803         | 1008        | 0.797       |

Źródło: cev.lu
Punktacja: 3:0 i 3:1 – 3 pkt; 3:2 – 2 pkt; 2:3 – 1 pkt; 1:3 i 0:3 – 0 pkt
Zasady ustalania kolejności: 1. liczba punktów; 2. liczba zwycięstw; 3. stosunek setów; 4. stosunek małych punktów; 5. bilans w bezpośrednich meczach

### Wyniki spotkań
| Data  | Miejsce      | Drużyna 1 | Wynik | Drużyna 2 | Set 1 | Set 2 | Set 3 | Set 4 | Set 5 | Widzów | Raport |
| ----- | ------------ | --------- | ----- | --------- | ----- | ----- | ----- | ----- | ----- | ------ | ------ |
| 1.06  | Subotica     | Hiszpania | 3:0   | Rumunia   | 25:20 | 25:22 | 25:22 | --:-- | --:-- | 250    |        |
| 1.06  | Subotica     | Serbia    | 3:0   | Węgry     | 25:15 | 25:12 | 25:22 | --:-- | --:-- | 2700   |        |
| 2.06  | Subotica     | Rumunia   | 3:0   | Węgry     | 25:23 | 25:20 | 25:21 | --:-- | --:-- | 300    |        |
| 2.06  | Subotica     | Hiszpania | 0:3   | Serbia    | 17:25 | 11:25 | 19:25 | --:-- | --:-- | 3000   |        |
| 3.06  | Subotica     | Węgry     | 1:3   | Hiszpania | 18:25 | 25:20 | 21:25 | 16:25 | --:-- | 300    |        |
| 3.06  | Subotica     | Serbia    | 3:1   | Rumunia   | 27:25 | 25:16 | 22:25 | 25:15 | --:-- | 2900   |        |
| 8.06  | Budapeszt    | Rumunia   | 0:3   | Serbia    | 15:25 | 22:25 | 20:25 | --:-- | --:-- | 100    |        |
| 8.06  | Budapeszt    | Węgry     | 0:3   | Hiszpania | 23:25 | 20:25 | 23:25 | --:-- | --:-- | 600    |        |
| 9.06  | Budapeszt    | Serbia    | 3:1   | Hiszpania | 25:14 | 25:15 | 22:25 | 25:20 | --:-- | 100    |        |
| 9.06  | Budapeszt    | Rumunia   | 3:1   | Węgry     | 17:25 | 25:17 | 25:19 | 25:20 | --:-- | 450    |        |
| 10.06 | Budapeszt    | Hiszpania | 1:3   | Rumunia   | 25:23 | 19:25 | 14:25 | 21:25 | --:-- | -      |        |
| 10.06 | Budapeszt    | Węgry     | 1:3   | Serbia    | 18:25 | 14:25 | 25:16 | 19:25 | --:-- | 300    |        |
| 15.06 | Granollers   | Rumunia   | 0:3   | Serbia    | 19:25 | 13:25 | 23:25 | --:-- | --:-- | 250    |        |
| 15.06 | Granollers   | Hiszpania | 3:0   | Węgry     | 25:18 | 25:19 | 28:26 | --:-- | --:-- | 300    |        |
| 16.06 | Granollers   | Węgry     | 0:3   | Serbia    | 12:25 | 14:25 | 17:25 | --:-- | --:-- | 150    |        |
| 16.06 | Granollers   | Hiszpania | 3:2   | Rumunia   | 22:25 | 24:26 | 26:24 | 25:18 | 15:11 | 700    |        |
| 17.06 | Granollers   | Rumunia   | 3:0   | Węgry     | 25:23 | 25:23 | 25:10 | --:-- | --:-- | 150    |        |
| 17.06 | Granollers   | Serbia    | 3:1   | Hiszpania | 25:18 | 25:10 | 21:25 | 25:20 | --:-- | 800    |        |
| 22.06 | Piatra Neamț | Hiszpania | 2:3   | Serbia    | 25:23 | 18:25 | 29:31 | 33:31 | 13:15 | 150    |        |
| 22.06 | Piatra Neamț | Rumunia   | 3:1   | Węgry     | 26:24 | 25:19 | 24:26 | 25:17 | --:-- | 200    |        |
| 23.06 | Piatra Neamț | Serbia    | 3:0   | Węgry     | 25:22 | 25:17 | 25:14 | --:-- | --:-- | 120    |        |
| 23.06 | Piatra Neamț | Hiszpania | 0:3   | Rumunia   | 21:25 | 19:25 | 19:25 | --:-- | --:-- | 500    |        |
| 24.06 | Piatra Neamț | Węgry     | 1:3   | Hiszpania | 27:29 | 25:21 | 9:25  | 25:27 | --:-- | 130    |        |
| 24.06 | Piatra Neamț | Rumunia   | 0:3   | Serbia    | 24:26 | 18:25 | 20:25 | --:-- | --:-- | 700    |        |

## Grupa B
| Lp. | Drużyna    | Pkt | Mecze | Mecze  | Mecze  | Sety | Sety | Sety  | Małe punkty | Małe punkty | Małe punkty |
| Lp. | Drużyna    | Pkt | M     | W      | P      | wyg. | prz. | ratio | zdob.       | str.        | ratio       |
| --- | ---------- | --- | ----- | ------ | ------ | ---- | ---- | ----- | ----------- | ----------- | ----------- |
| 1   | Bułgaria   | 35  | 12    | 12 (1) | 0 (0)  | 36   | 4    | 9.000 | 986         | 743         | 1.327       |
| 2   | Francja    | 22  | 12    | 7 (0)  | 5 (1)  | 26   | 18   | 1.444 | 997         | 939         | 1.062       |
| 3   | Turcja     | 14  | 12    | 5 (1)  | 7 (0)  | 17   | 24   | 0.708 | 865         | 885         | 0.977       |
| 4   | Szwajcaria | 1   | 12    | 0 (0)  | 12 (1) | 3    | 36   | 0.083 | 669         | 950         | 0.704       |

Źródło: cev.lu
Punktacja: 3:0 i 3:1 – 3 pkt; 3:2 – 2 pkt; 2:3 – 1 pkt; 1:3 i 0:3 – 0 pkt
Zasady ustalania kolejności: 1. liczba punktów; 2. liczba zwycięstw; 3. stosunek setów; 4. stosunek małych punktów; 5. bilans w bezpośrednich meczach

### Wyniki spotkań
| Data  | Miejsce | Drużyna 1  | Wynik | Drużyna 2  | Set 1 | Set 2 | Set 3 | Set 4 | Set 5 | Widzów | Raport |
| ----- | ------- | ---------- | ----- | ---------- | ----- | ----- | ----- | ----- | ----- | ------ | ------ |
| 8.06  | Warna   | Francja    | 3:1   | Turcja     | 16:25 | 25:22 | 25:21 | 25:18 | --:-- | 1500   |        |
| 8.06  | Warna   | Bułgaria   | 3:0   | Szwajcaria | 25:17 | 25:18 | 25:11 | --:-- | --:-- | 300    |        |
| 9.06  | Warna   | Turcja     | 3:0   | Szwajcaria | 25:12 | 25:13 | 25:20 | --:-- | --:-- | 150    |        |
| 9.06  | Warna   | Bułgaria   | 3:1   | Francja    | 23:25 | 25:20 | 25:15 | 25:15 | --:-- | 400    |        |
| 10.06 | Warna   | Szwajcaria | 1:3   | Francja    | 15:25 | 25:23 | 15:25 | 14:25 | --:-- | 100    |        |
| 10.06 | Warna   | Turcja     | 0:3   | Bułgaria   | 21:25 | 20:25 | 19:25 | --:-- | --:-- | 550    |        |
| 15.06 | Izmir   | Turcja     | 3:0   | Szwajcaria | 25:18 | 25:13 | 25:15 | --:-- | --:-- | 2800   |        |
| 15.06 | Izmir   | Francja    | 1:3   | Bułgaria   | 19:25 | 25:22 | 17:25 | 22:25 | --:-- | 800    |        |
| 16.06 | Izmir   | Szwajcaria | 0:3   | Bułgaria   | 7:25  | 25:27 | 12:25 | --:-- | --:-- | 300    |        |
| 16.06 | Izmir   | Turcja     | 3:1   | Francja    | 25:16 | 21:25 | 25:22 | 25:23 | --:-- | 2000   |        |
| 17.06 | Izmir   | Szwajcaria | 0:3   | Francja    | 15:25 | 18:25 | 17:25 | --:-- | --:-- | 200    |        |
| 17.06 | Izmir   | Bułgaria   | 3:0   | Turcja     | 25:13 | 25:23 | 25:22 | --:-- | --:-- | 1000   |        |
| 22.06 | Fryburg | Bułgaria   | 3:0   | Turcja     | 25:15 | 25:19 | 25:20 | --:-- | --:-- | 500    |        |
| 22.06 | Fryburg | Szwajcaria | 0:3   | Francja    | 15:25 | 22:25 | 22:25 | --:-- | --:-- | 950    |        |
| 23.06 | Fryburg | Szwajcaria | 2:3   | Turcja     | 19:25 | 16:25 | 25:14 | 25:23 | 18:20 | 1050   |        |
| 23.06 | Fryburg | Francja    | 2:3   | Bułgaria   | 24:26 | 25:22 | 23:25 | 25:23 | 14:16 | 350    |        |
| 24.06 | Fryburg | Turcja     | 0:3   | Francja    | 15:25 | 18:25 | 15:25 | --:-- | --:-- | 550    |        |
| 24.06 | Fryburg | Bułgaria   | 3:0   | Szwajcaria | 25:11 | 26:24 | 26:24 | --:-- | --:-- | 850    |        |
| 28.06 | Metz    | Francja    | 3:0   | Szwajcaria | 26:24 | 25:22 | 25:20 | --:-- | --:-- | 400    |        |
| 28.06 | Metz    | Turcja     | 0:3   | Bułgaria   | 18:25 | 22:25 | 18:25 | --:-- | --:-- | 180    |        |
| 29.06 | Metz    | Szwajcaria | 0:3   | Bułgaria   | 13:25 | 14:25 | 12:25 | --:-- | --:-- | 185    |        |
| 29.06 | Metz    | Francja    | 3:1   | Turcja     | 25:20 | 21:25 | 25:23 | 25:15 | --:-- | 800    |        |
| 30.06 | Metz    | Szwajcaria | 0:3   | Turcja     | 14:25 | 8:25  | 21:25 | --:-- | ----  | 395    |        |
| 30.06 | Metz    | Bułgaria   | 3:0   | Francja    | 25:16 | 25:17 | 25:23 | --:-- | --:-- | 700    |        |

## Grupa C
| Lp. | Drużyna  | Pkt | Mecze | Mecze  | Mecze  | Sety | Sety | Sety  | Małe punkty | Małe punkty | Małe punkty |
| Lp. | Drużyna  | Pkt | M     | W      | P      | wyg. | prz. | ratio | zdob.       | str.        | ratio       |
| --- | -------- | --- | ----- | ------ | ------ | ---- | ---- | ----- | ----------- | ----------- | ----------- |
| 1   | Holandia | 30  | 12    | 9 (0)  | 3 (3)  | 33   | 11   | 3.000 | 1002        | 833         | 1.203       |
| 2   | Czechy   | 26  | 12    | 10 (4) | 2 (0)  | 30   | 16   | 1.875 | 1034        | 911         | 1.135       |
| 3   | Izrael   | 9   | 12    | 3 (0)  | 9 (0)  | 11   | 31   | 0.355 | 845         | 972         | 0.869       |
| 4   | Grecja   | 7   | 12    | 2 (0)  | 10 (1) | 12   | 28   | 0.429 | 790         | 955         | 0.827       |

Źródło: cev.lu
Punktacja: 3:0 i 3:1 – 3 pkt; 3:2 – 2 pkt; 2:3 – 1 pkt; 1:3 i 0:3 – 0 pkt
Zasady ustalania kolejności: 1. liczba punktów; 2. liczba zwycięstw; 3. stosunek setów; 4. stosunek małych punktów; 5. bilans w bezpośrednich meczach

### Wyniki spotkań
| Data  | Miejsce   | Drużyna 1 | Wynik | Drużyna 2 | Set 1 | Set 2  | Set 3 | Set 4 | Set 5 | Widzów | Raport |
| ----- | --------- | --------- | ----- | --------- | ----- | ------ | ----- | ----- | ----- | ------ | ------ |
| 1.06  | Brno      | Grecja    | 0:3   | Holandia  | 15:25 | 15:25  | 14:25 | --:-- | --:-- | 100    |        |
| 1.06  | Brno      | Czechy    | 3:1   | Izrael    | 23:25 | 25:17  | 25:23 | 25:7  | --:-- | 270    |        |
| 2.06  | Brno      | Holandia  | 3:0   | Izrael    | 25:13 | 25:19  | 25:19 | --:-- | --:-- | 50     |        |
| 2.06  | Brno      | Grecja    | 0:3   | Czechy    | 20:25 | 18:25  | 11:25 | --:-- | --:-- | 1500   |        |
| 3.06  | Brno      | Izrael    | 1:3   | Grecja    | 22:25 | 19:25  | 25:23 | 21:25 | --:-- | 50     |        |
| 3.06  | Brno      | Czechy    | 3:2   | Holandia  | 25:17 | 25:23  | 22:25 | 21:25 | 15:10 | 800    |        |
| 8.06  | Almere    | Czechy    | 3:0   | Izrael    | 25:22 | 25:21  | 25:9  | --:-- | --:-- | 100    |        |
| 8.06  | Almere    | Holandia  | 3:0   | Grecja    | 25:18 | 25:21  | 25:16 | --:-- | --:-- | 250    |        |
| 9.06  | Almere    | Izrael    | 1:3   | Holandia  | 25:17 | 7:25   | 18:25 | 12:25 | --:-- | 560    |        |
| 9.06  | Almere    | Grecja    | 2:3   | Czechy    | 25:15 | 22:255 | 24:26 | 25:22 | 11:15 | 150    |        |
| 10.06 | Almere    | Holandia  | 2:3   | Czechy    | 20:25 | 25:20  | 20:25 | 25:18 | 12:15 | 600    |        |
| 10.06 | Almere    | Izrael    | 3:0   | Grecja    | 25:12 | 25:23  | 25:23 | --:-- | --:-- | 100    |        |
| 15.06 | Ra’ananna | Grecja    | 3:0   | Izrael    | 25:19 | 25:18  | 25:23 | --:-- | --:-- | 550    |        |
| 15.06 | Ra’ananna | Czechy    | 0:3   | Holandia  | 20:25 | 18:25  | 16:25 | --:-- | --:-- | 50     |        |
| 16.06 | Ra’ananna | Izrael    | 3:0   | Czechy    | 28:26 | 25:21  | 27:25 | --:-- | --:-- | 450    |        |
| 16.06 | Ra’ananna | Holandia  | 3:0   | Grecja    | 25:16 | 25:16  | 27:25 | --:-- | --:-- | 50     |        |
| 17.06 | Ra’ananna | Czechy    | 3:1   | Grecja    | 25:17 | 16:25  | 25:18 | 25:18 | --:-- | 50     |        |
| 17.06 | Ra’ananna | Holandia  | 3:0   | Izrael    | 25:18 | 25:16  | 25:22 | --:-- | --:-- | 650    |        |
| 21.06 | Orestiada | Izrael    | 0:3   | Czechy    | 14:25 | 12:25  | 21:25 | --:-- | --:-- | 150    |        |
| 21.06 | Orestiada | Holandia  | 3:1   | Grecja    | 11:25 | 25:20  | 25:17 | 25:21 | --:-- | 450    |        |
| 22.06 | Orestiada | Czechy    | 3:2   | Holandia  | 25:16 | 23:25  | 25:16 | 17:25 | 15:13 | 140    |        |
| 22.06 | Orestiada | Grecja    | 1:3   | Izrael    | 22:25 | 25:18  | 23:25 | 17:25 | --:-- | 160    |        |
| 23.06 | Orestiada | Holandia  | 3:0   | Izrael    | 25:18 | 25:18  | 25:19 | --:-- | --:-- | 140    |        |
| 23.06 | Orestiada | Czechy    | 3:0   | Grecja    | 25:17 | 25:17  | 25:20 | --:-- | --:-- | 650    |        |

## Final Four

### Drużyny zakwalifikowane
- Czechy - gospodarz
- Serbia - zwycięzca grupy A
- Bułgaria - zwycięzca grupy B
- Holandia - zwycięzca grupy C

### Drabinka
|  |                       |           |           |                       |   |          |          |       |
|  | Półfinały             | Półfinały | Półfinały |                       |   | Finał    | Finał    | Finał |
|  | Półfinały             | Półfinały | Półfinały |                       |   | Finał    | Finał    | Finał |
|  | 5 lipca, Karlowe Wary |           |           |                       |   |          |          |       |
|  |                       |           |           |                       |   |          |          |       |
|  | Bułgaria              | Bułgaria  | 3         |                       |   |          |          |       |
|  | Bułgaria              | Bułgaria  | 3         | 6 lipca, Karlowe Wary |   |          |          |       |
|  | Serbia                | Serbia    | 1         |                       |   |          |          |       |
|  | Serbia                | Serbia    | 1         |                       |   | Bułgaria | Bułgaria | 0     |
|  | 5 lipca, Karlowe Wary |           |           |                       |   | Bułgaria | Bułgaria | 0     |
|  |                       |           | Czechy    | Czechy                | 3 |          |          |       |
|  | Czechy                | Czechy    | Czechy    | Czechy                | 3 | 3        |          |       |
|  | Czechy                | Czechy    |           |                       |   |          |          |       |
|  | Holandia              | Holandia  | 1         |                       |   |          |          |       |
|  | Holandia              | Holandia  | 1         | Mecz o 3. miejsce     |   |          |          |       |
|  |                       |           |           |                       |   |          |          |       |
|  | 6 lipca, Karlowe Wary |           |           |                       |   |          |          |       |
|  |                       |           |           |                       |   |          |          |       |
|  | Serbia                | Serbia    | 3         |                       |   |          |          |       |
|  | Serbia                | Serbia    | 3         |                       |   |          |          |       |
|  | Holandia              | Holandia  | 1         |                       |   |          |          |       |
|  | Holandia              | Holandia  | 1         |                       |   |          |          |       |

#### Półfinały
| Data | Godz. | Drużyna 1 | Wynik | Drużyna 2 | 1     | 2     | 3     | 4     | 5 | Widzów | * |
| ---- | ----- | --------- | ----- | --------- | ----- | ----- | ----- | ----- | - | ------ | - |
| 5.07 | 15:00 | Bułgaria  | 3:1   | Serbia    | 34:32 | 25:22 | 21:25 | 25:20 |   | 750    |   |
| 5.07 | 18:00 | Czechy    | 3:1   | Holandia  | 25:17 | 20:25 | 25:23 | 25:17 |   | 2600   |   |

#### Mecz o 3. miejsce
| Data  | Godz. | Drużyna 1 | Wynik | Drużyna 2 | 1     | 2     | 3     | 4     | 5 | Widzów | * |
| ----- | ----- | --------- | ----- | --------- | ----- | ----- | ----- | ----- | - | ------ | - |
| 06.07 | 15:00 | Serbia    | 3:1   | Holandia  | 25:23 | 25:15 | 23:25 | 25:13 |   |        |   |

#### Finał
| Data  | Godz. | Drużyna 1 | Wynik | Drużyna 2 | 1     | 2     | 3     | 4 | 5 | Widzów | * |
| ----- | ----- | --------- | ----- | --------- | ----- | ----- | ----- | - | - | ------ | - |
| 06.07 | 18:00 | Bułgaria  | 0:3   | Czechy    | 24:26 | 18:25 | 23:25 |   |   |        |   |

| ZWYCIĘZCA LIGI EUROPEJSKIEJ SIATKAREK |
| ------------------------------------- |
| Czechy 1. TYTUŁ                       |

## Klasyfikacja końcowa
| Miejsce | Zespół     |
| ------- | ---------- |
|         | Czechy     |
|         | Bułgaria   |
|         | Serbia     |
| 4       | Holandia   |
| 5       | Francja    |
| 6       | Rumunia    |
| 7       | Hiszpania  |
| 8       | Turcja     |
| 9       | Izrael     |
| 10      | Grecja     |
| 11      | Szwajcaria |
| 12      | Węgry      |

## Nagrody indywidualne
| Najlepsza zawodniczka (MVP) | Najlepsza punktująca | Najlepsza atakująca | Najlepsza zagrywająca | Najlepsza blokująca | Najlepsza przyjmująca | Najlepsza rozgrywająca | Najlepsza libero |
| --------------------------- | -------------------- | ------------------- | --------------------- | ------------------- | --------------------- | ---------------------- | ---------------- |
| Aneta Havlíčková            | Elica Wasilewa       | Elica Wasilewa      | Dobriana Rabadziewa   | Caroline Wensink    | Helena Havelková      | Maja Ognjenović        | Julie Jášová     |